# 台湾夜来香
台湾夜来香（学名：Telosma pallida）为夹竹桃科夜来香属的植物。其种加词“pallida ”意为“淡色的”。分布在台湾、印度、泰国、越南等地，常生长在山地林中，目前尚未由人工引种栽培。
茎和枝又软又细，表面覆盖一层微小的绒毛。叶片表面无毛，长6—8厘米，叶宽3—5厘米，较薄，没有角质增厚，呈心形；基脉与侧脉各约5条；叶柄长2．5—3．5厘米，顶端小腺体聚集生长；花香味微弱；8月开花．秋冬季结果。